# Stefan Marody

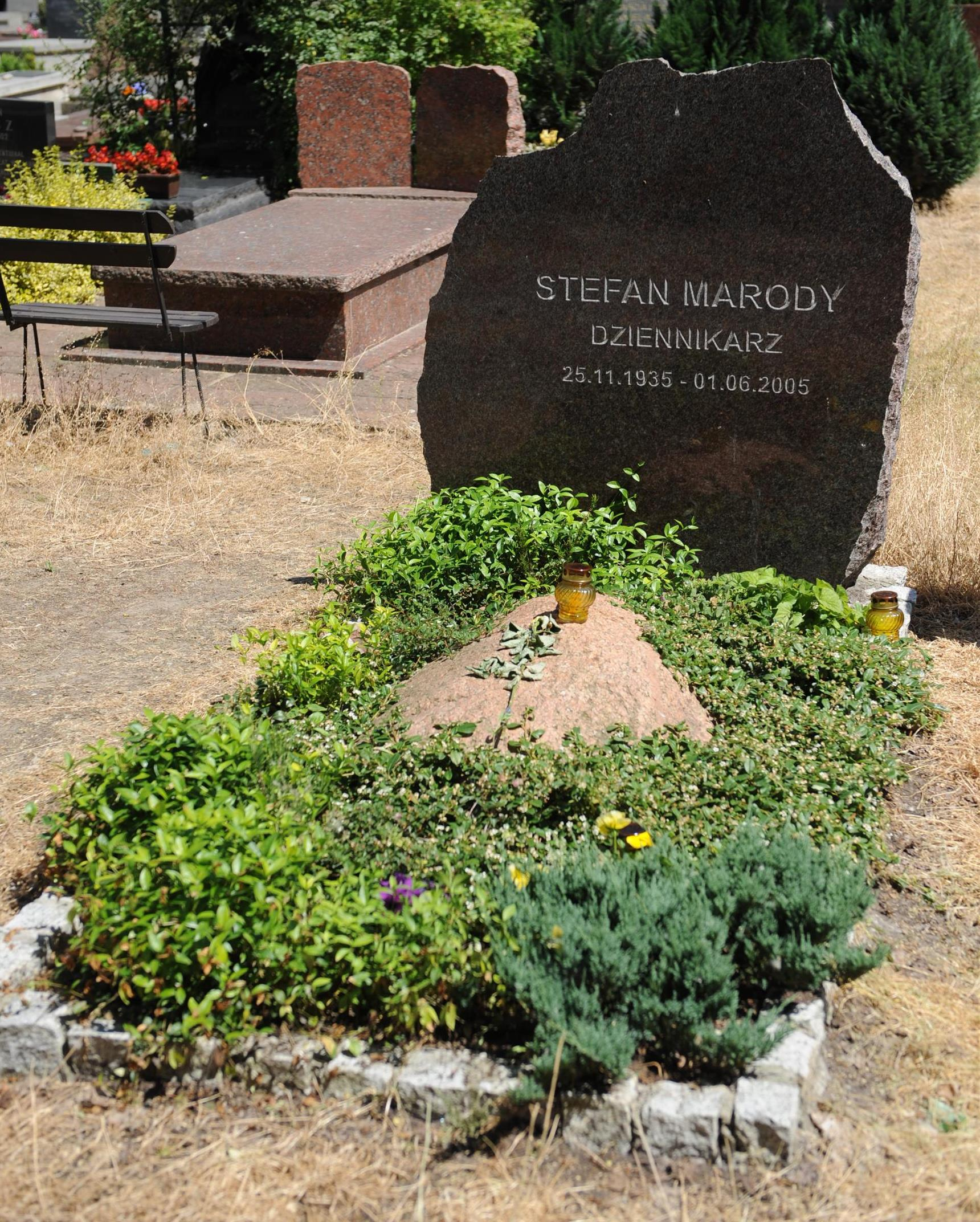
Grób Stefana Marodego na cmentarzu żydowskim przy ulicy Okopowej w Warszawie

Stefan Marody (ur. 25 listopada 1935, zm. 1 czerwca 2005 w Warszawie) – polski dziennikarz żydowskiego pochodzenia, wieloletni działacz Stowarzyszenia Przeciwko Antysemityzmowi i Ksenofobii Otwarta Rzeczpospolita.

## Życiorys
Podczas II wojny światowej przebywał w getcie warszawskim. W 1952 zdał maturę w liceum im. Stanisława Staszica w Warszawie. W latach 1959–1961 wydawał „Biuletyn Komisji Historycznej” Komitetu Centralnego Związku Młodzieży Socjalistycznej. Był członkiem zarządu uczelnianego ZMS na Uniwersytecie Warszawskim. Był członkiem redakcji czasopisma Radar.
Był działaczem Unii Pracy. W wyborach samorządowych w 1998 bezskutecznie kandydował do Rady Warszawy z listy koalicji Przymierze Społeczne.
Został pochowany na cmentarzu żydowskim przy ulicy Okopowej w Warszawie (kwatera 2).